# Сояпанго
Сояпанго (на испански: Soyapango, на науатъл: Zōyapanco) е град и община в Централен Салвадор, департамент Сан Салвадор. През 2007 г. градът има 241 403 жители.